# Clinolabus melanocoryphus
Clinolabus melanocoryphus là một loài bọ cánh cứng trong họ Attelabidae. Loài này được Germar miêu tả khoa học năm 1824.